# Tour des Flandres 1919
La 3e édition de la course cycliste, le Tour des Flandres a eu lieu le 23 mars 1919 et a été remportée par le Belge Henri Van Lerberghe. Le Tour des Flandres revient après 5 ans d'absence dus à la Première Guerre mondiale. À partir de cette édition, il aura lieu chaque année, même pendant la Seconde Guerre mondiale.

## Monts escaladés
- Tiegemberg
- Quaremont (Nouveau Quaremont)

## Récit de course
Avant le départ de la course, Henri Van Lerberghe déclare sûr de lui au peloton qu'il allait lâcher tout le monde et s'imposer en solitaire. Van Lerberghe attaque alors qu'il reste encore 120 km à parcourir avec vent de face, dans ce qui ressemble à une attaque sans aucune chance de réussite. Au cours de son périple, il aperçoit un assistant avec un sac de nourriture prévu pour Marcel Buysse, puis le convainc de l'abandon de Buysse pour récupérer la nourriture. Plus tard, il doit poser pied à terre car un train est arrêté à un passage à niveau. Van Lerberghe n'attend pas le départ du train et décide d'entrer d'un côté dans un wagon avec son vélo pour sortir de l'autre côté. Juste avant d'entrer dans le vélodrome pour l'arrivée, Van Lerberghe s'arrête dans un bar pour prendre quelques bières. Son manager, paniqué qu'il manque une chance de victoire, se met à sa recherche et le fait revenir sur son vélo. Il atteint la ligne d'arrivée avec une marge de 14 minutes, la plus grande marge dans l'histoire du Tour des Flandres. Après avoir franchi la ligne et fait son tour d'honneur, Van Lerberghe déclare dans la foule et, en toute sincérité : « Rentrez chez vous; J'ai une demi-journée d'avance sur le peloton »,.

## Classement final
|    | Coureur             | Pays     | Équipe          |    | Temps           |
| -- | ------------------- | -------- | --------------- | -- | --------------- |
| 1  | Henri Van Lerberghe | Belgique | Legnano-Pirelli | en | 7 h 41 min 18 s |
| 2  | Léon Buysse         | Belgique |                 | +  | 14 min 00 s     |
| 3  | Jules Van Hevel     | Belgique |                 |    | 14 min 00 s     |
| 4  | Frits Wiersma       | Pays-Bas |                 |    | 14 min 00 s     |
| 5  | Albert Dejonghe     | Belgique |                 |    | 14 min 00 s     |
| 6  | Aviel Cocquyt       | Belgique |                 |    | 14 min 00 s     |
| 7  | Alois Verstraeten   | Belgique | Bianchi-Pirelli |    | 14 min 00 s     |
| 8  | Laurent Seret       | Belgique |                 |    | 21 min 52 s     |
| 9  | Theodore Arvent     | Belgique |                 |    | 23 min 00 s     |
| 10 | Basile Matthys      | Belgique |                 |    | 26 min 00 s     |